# Sameer
Sameer (hindi समीर), est un parolier indien de musique de film célèbre à Bollywood.
Né Shitala Pandey le  24 février 1958 à Varanasi en Inde, il est le fils du parolier célèbre  Anjaan (Lalji Pandey). Il a écrit plus de 4000 chansons dans plus de 500 films en hindi et 130 chansons en 23 films régionaux, notamment en  bhojpuri et marathi. Après des études commerciales à l'Université hindoue de Bénarès, il a d'abord travaillé à la Central Bank of India avant de découvrir sa véritable vocation, en allant à Mumbai en 1980. Il a reçu trois Filmfare Awards : en 1990, 1993 et 1994.
C'est avec le film Bekhabar en 1983 que commence sa carrière de parolier, mais ce n'est qu'en 1990 qu'il rencontre le succès avec les films Dil et Aashiqui et les compositeurs Nadeem-Shravan. Sameer dit s'inspirer des paroliers Majrooh Sultanpuri, Anand Bakshi et son père  Anjaan.
Parmi sa longue filmographie on retient surtout : Beta, Saajan, Mohra, Raja Hindustani, Kuch Kuch Hota Hai, Fiza, Dhadkan, Kabhi Khushi Kabhie Gham, Devdas, Raaz, Dil Hai Tumhaara, Tere Naam, No Entry, Aksar, Dhoom 2, Saawariya...

## Récompenses
- Filmfare Award : Best Lyricist
  - 1991: Nazar Ke Saamne d'Aashiqui
  - 1993: Teri Umeed Tera Intezaar de Deewana
  - 1994: Ghunghat Ki Aad de Hum Hain Rahi Pyar Ke
- Zee Cine Awards : Best Lyricist
  - 1998: Kuch Kuch Hota Hai de Kuch Kuch Hota Hai